# 菲弗蒂西克斯 (阿肯色州)
五十六（英語：Fiftysix）是位於美國阿肯色州克雷格黑德縣的一個非建制地區。該地的面積和人口皆未知。

## 地理
五十六的座標為35°57′09″N 90°46′22″W / 35.95250°N 90.77278°W，而該地的平均海拔高度為90米（即295英尺）。